# 용인자연 휴양림
용인자연휴양림(龍仁自然休養林)은 경기도 용인시 처인구 모현읍 초부리에 있는 자연휴양림이다.

## 개요
용인자연휴양림은 경기도 용인시가 모현읍 초부리 정광산 자락에 조성해 놓은 해발 562m의 정광상 남쪽 자락 162㏊에 자리잡고 있으며 수려한 자연경관에 숙박시설과 산책로, 어린이놀이터 등을 갖춘 체류형 휴식처이다. 산정상, 산중간, 산책 코스를 갖춘 등산로도 있다.

## 역사
용인자연휴양림은 용인시가 2003년 11월부터 정광산 일대의 1,622,705m2를 새로운 형태의 체류형 자연휴양림 지역으로 본격적으로 추진하기 시작하여 2008년 12월에 완공 되었다. 402억 원의 사업비가 들어갔으며, 사업 기간은 2004년부터 2008년이다. 계획 부지 76%에 이르는 국유림 1,155,000m2는 산림청으로부터 사용 승인을 받지 못하여 답보 상태를 면하지 못했지만, 2004년에 사용 협의가 끝나 2005년 3월 5일 자연휴양림 지역으로 지정하여 공시(산림청 고시 2005-03호) 하였다.

## 위치
경기도 용인시 처인구 모현읍 초부리와 경기도 광주시 도척면 상림리의 경계에 소재하고 있으며 용인시 및 서울과 수도권에서 1시간이다. 한국외국어대학교 용인캠퍼스로 가면 고인돌마을 놀이터에 지방 문화재인 용인 왕산리 지석묘가 있다. 용인캠퍼스 정문 앞 오른쪽 소로를 따라 가면 약수터가 왼편에 나오고 계속 능선을 따라 가면 해발 578m인 노고봉이 있으며 민등봉에는 지적 삼각 측량점이 있다. 이어 남쪽 등산로를 따라 내려섰다 올라 섰다를 두번 하면 정광산 정상이 나오며, 이에 대한 소요 시간은 3시간에서 4시간 정도 걸린다.

## 숙박시설
숲속체험관 내의 8평형 8실이 있으며 숲속의 집 14동은 12, 15, 20평형이며, 목조체험 주택 3동은 한옥, 필란드, 몽골로 등 다양한 규모의 숙박시설 이용이 가능하다. 가족단위 휴양객과 각종 단체들 모임이 가능한 숲속의 집을 크게 3개 지구로 구분하여 집약적으로 배치하였다. 가마골1호인 장애우 전용 숙박시설 1동은 사회적 소외계층도 이용할 수 있도록 마련 되어 있다. 신축 목조건축물과 테그 등은 국산 목재인 낙엽송을 최대 활용하여 국산 목재 이용활성화에 기여를 하였다.

## 체험공간
용인자연휴양림은 어린이들의 호기심과 동심을 반영한 친환경 목재 놀이시설들을 자연 지형 그대로 살려서 숲속에 배치하여서 체험 효과를 높였으며, 조합놀이대, 밧줄그네, 배흔들놀이, 흔들그물, 말수레 등이 있다. 숲속에서 야외학습과 활동이 이루어지며 야외공연 및 학습공간을 조성하고 있다. 유아에서 청소년에 이르기까지 다양한 연령층에게 맞춰 놀이시설을 배치하였다.

## 레포츠와 피크닉
휴양림은 피크닉과 휴식을 위한 8,450m2 잔디광장을 조성하였다. 족구, 농구 등의 스포츠활동을 위한 4,700m2 다목적운동장과 어린이들을 위한 에코어드벤처인 모험놀이시설을 3코스와 공중체험을 느낄 수 있는 짜릿한 짚라인 6코스를 조성하였다.

## 등산로 및 산책로
4.75km의 등산로 및 산책로를 마련하여 숲속을 걸으며 사색과 여유를 즐길 수 있으며, 숲속 데크로드를 따라 산림욕과 숲속을 체험할 수 있다.

## 운영
하절기에는 3월에서 10월까지 오전 9시부터 저녁 6까지 운영되며, 11월에서 2월인 동절기에는 9시부터 오후 5시까지 운영 된다. 매월 2번째 수용일은 시설점검일이다. 숙박, 에코어드벤처, 주말 및 공휴일 일일입장은 선착순 예약으로 운영이 된다.

## 갤러리

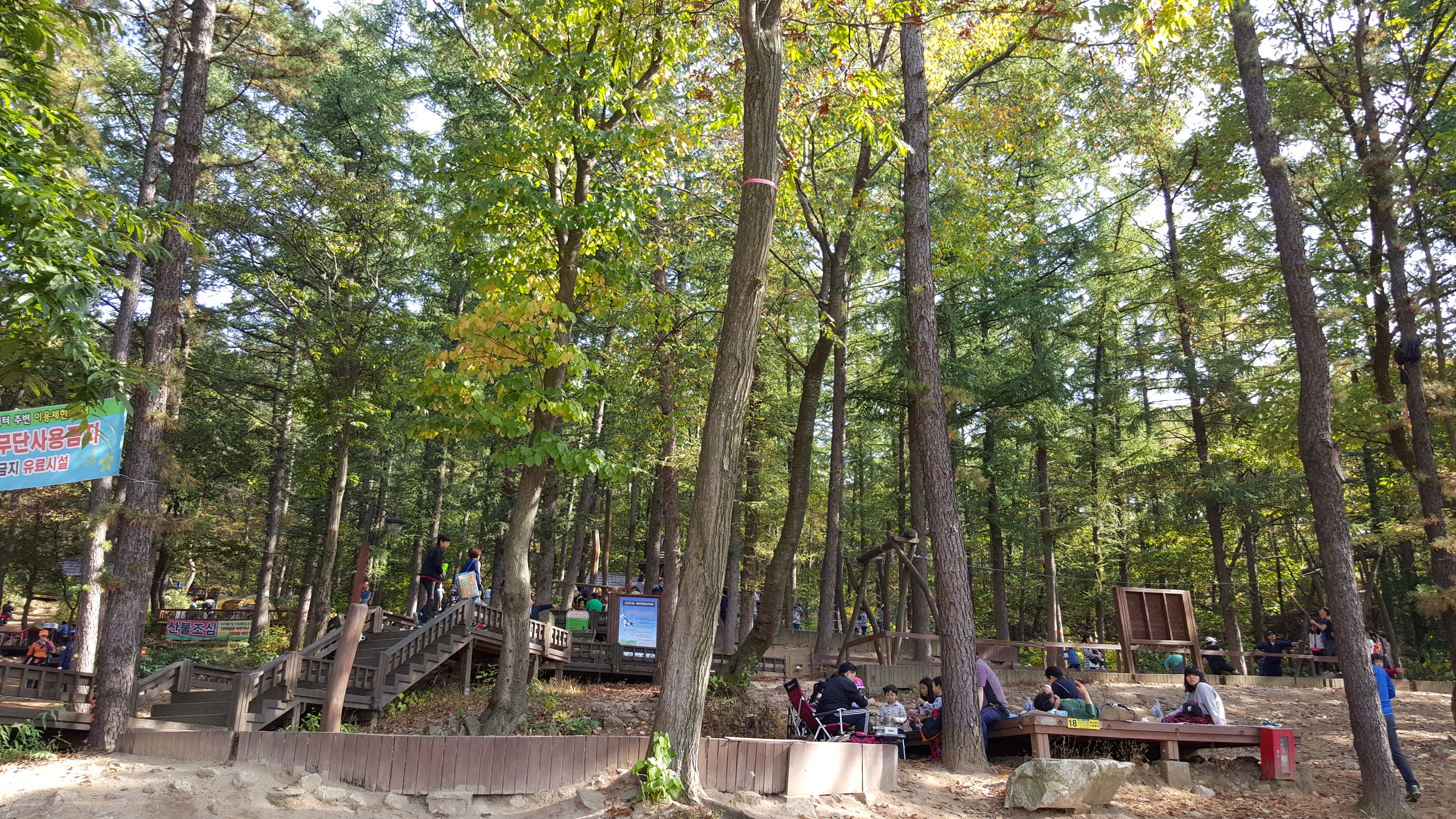
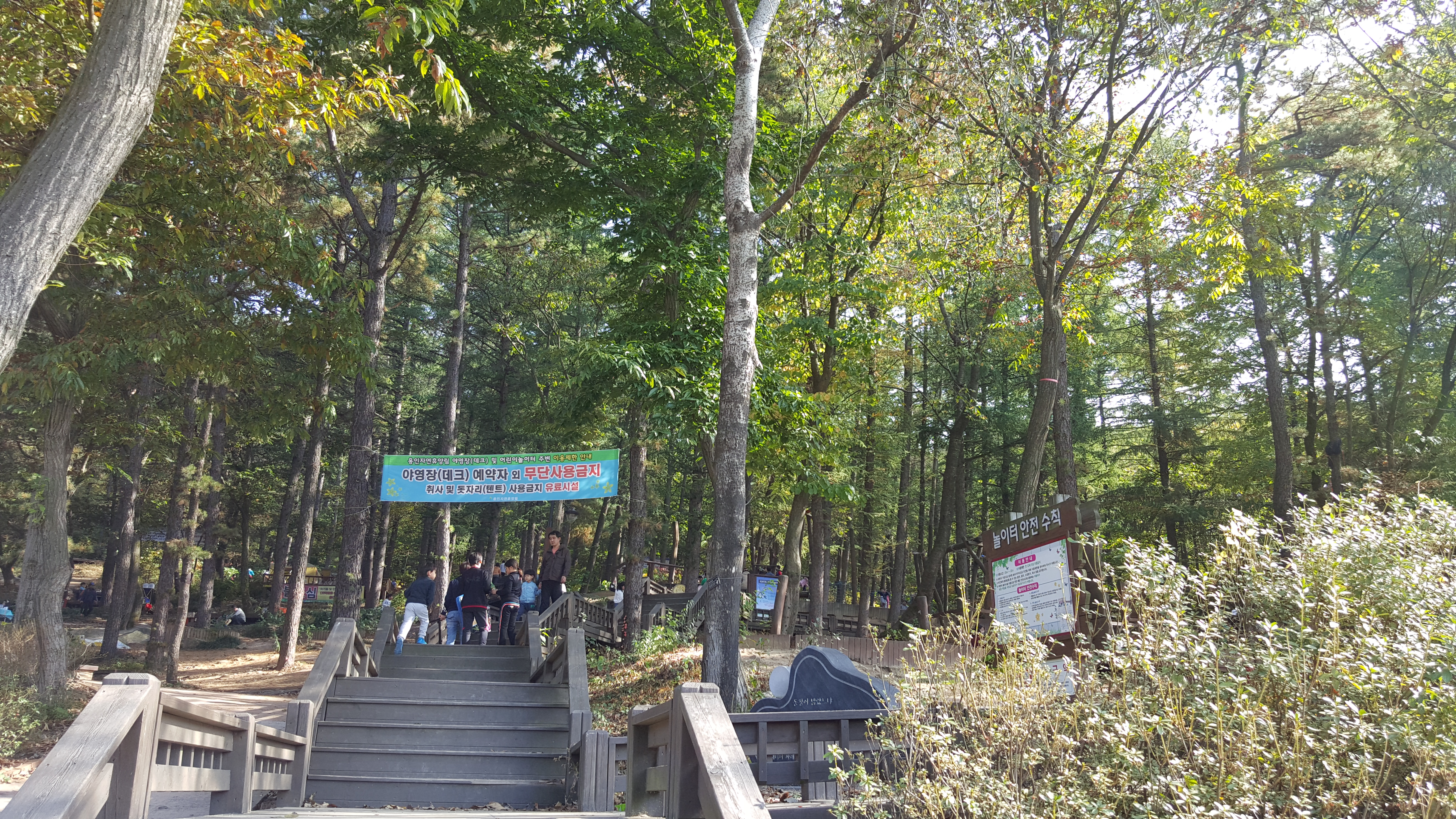
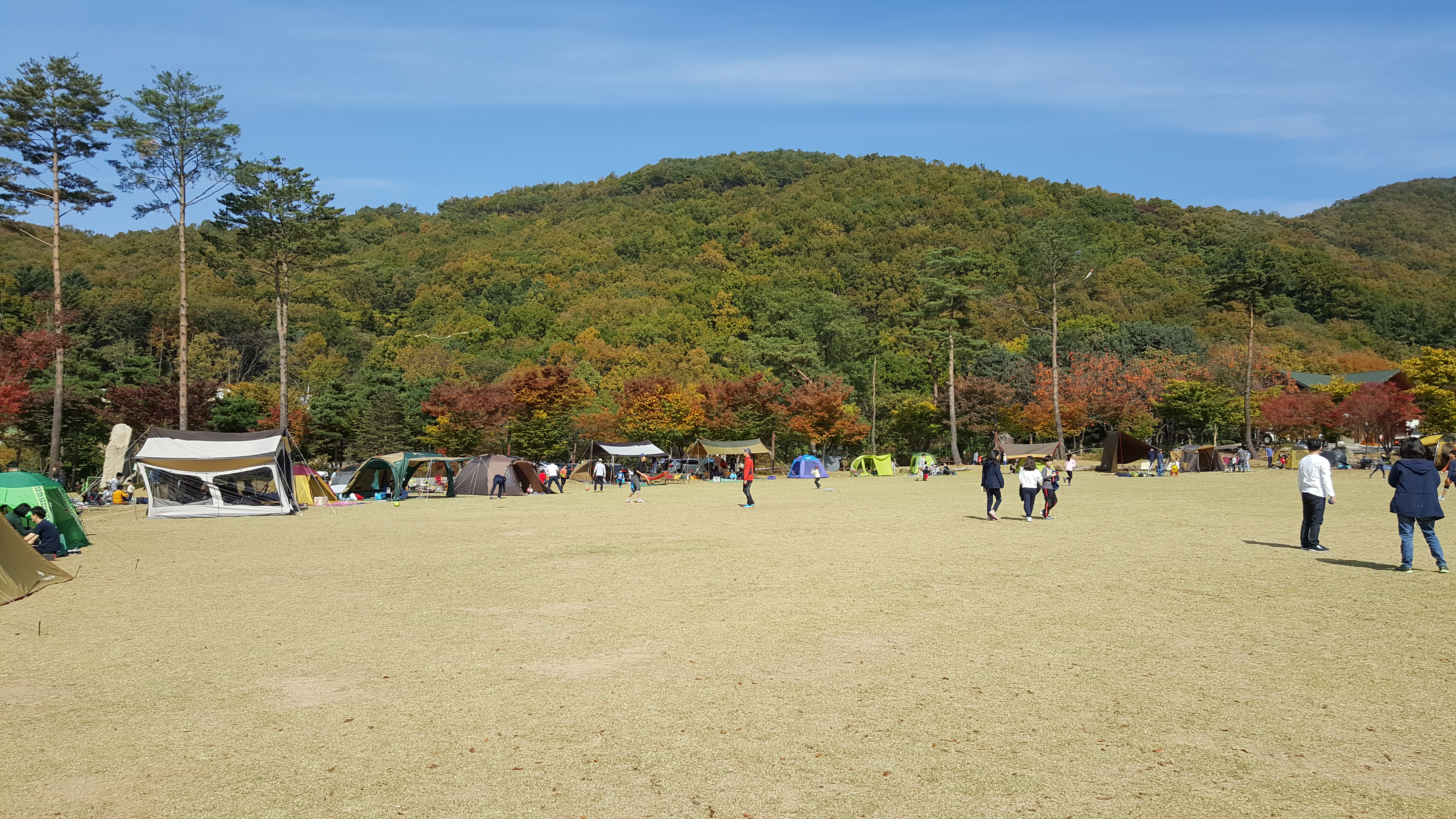